# Aldea Epulef
Aldea Epulef  è un comune dell'Argentina situato nel dipartimento di Languiñeo, in provincia di Chubut.